# Adelaide Sinclair

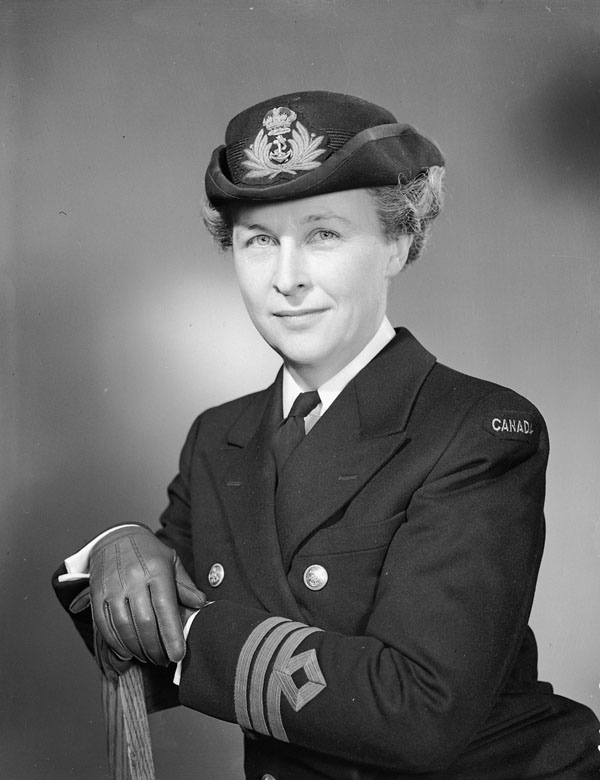
Adelaide Sinclair während des Zweiten Weltkriegs

Adelaide Helen Grant Sinclair (* 16. Januar 1900 in Ontario; † 20. November 1982 in Ottawa) war eine kanadische Beamtin und Kommandantin. Von 1951 bis 1952 war sie zweite Vorsitzende des UNICEF Executive Boards.

## Leben
Adelaide Sinclair wurde 1900 in Toronto, Ontario geboren. Dort besuchte sie das Havergal College und machte dort 1922 ihren Bachelor-Abschluss in Wirtschaft und 1925 Master of Arts. Nach beendetem Studium arbeitete sie von 1926 bis 1929 an der London School of Economics and Political Science und 1929 an der Universität Berlin. 1930 heiratete sie Donald Black Sinclair, einen Rechtsanwalt, welcher im Jahr 1938 starb. Während des Zweiten Weltkriegs war sie Kommandantin der kanadischen Wrens, des Women’s Royal Canadian Naval Service. Von 1951 bis 1952 war sie die zweite Vorsitzende des UNICEF Executive Board und von 1957 bis 1967 stellvertretende Vorsitzende des UNICEF. Im Jahr 1967 erhielt sie die Auszeichnung Officer of the Order of Canada, die höchste Auszeichnung für eine kanadische Zivilperson. Sinclair starb 1982 im Alter von 82 Jahren in Ottawa.